# مالانگس
مالانگس (به لاتین: Malangas) یک منطقهٔ مسکونی در فیلیپین است که در زامبوانگا سیبوگای واقع شده‌است. مالانگس ۲۳۵٫۵۳ کیلومتر مربع مساحت دارد.